# Битва при Каркарі

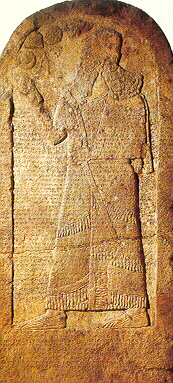
Стела Салманасара ІІІ з повідомленням про битву при Каркарі.

35°44′34″ пн. ш. 36°19′50″ сх. д. / 35.742646° пн. ш. 36.330543° сх. д.
Битва при Каркарі — велика битва у 853 році до нашої ери, що сталася під містом Каркарою між ассирійськими військами Салманасара III та південносирійською коаліцією. За масштабами була однією з найбільших битв тих часів — всього з обох боків у ній взяли участь понад 100 тисяч вояків. Найімовірніше битва завершилися нічиєю.

## Історія
Війну розпочав молодий та войовничий ассирійський цар Салманасар ІІІ, який продовжив ассирійську політику направлену на підкорення Сирії та Ханаану — земель Східного Середземномор'я та оволодіння важливими торговельними шляхами.
Військову кампанію 854 року Салманасар ІІІ спрямував на захід. На той час в регіоні усвідомили ассирійську загрозу, але завдяки діям ворожої дипломатії та внутрішнім чварам не усюди змогли об'єднатися. Цар Каркемиша Сангара прислав Салманасару багату данину, а також власну дочку та сто дочок каркемишських вельмож. Ассирійська армія перейшла Оронт, гори Аман і спустилася в Кілікію де узяла величезну здобич. Ассирійці підкорили Північну Сирію і тепер прийшла черга Південною. Але тут страх перед спільним ворогом виявився сильнішим за внутрішню ворожнечу і місцеві правителі змогли зібратися в потужний Південносирійський союз. Навіть такі закляті вороги як ізраїльський цар Ахав та дамаський Венадад об'єдналися.

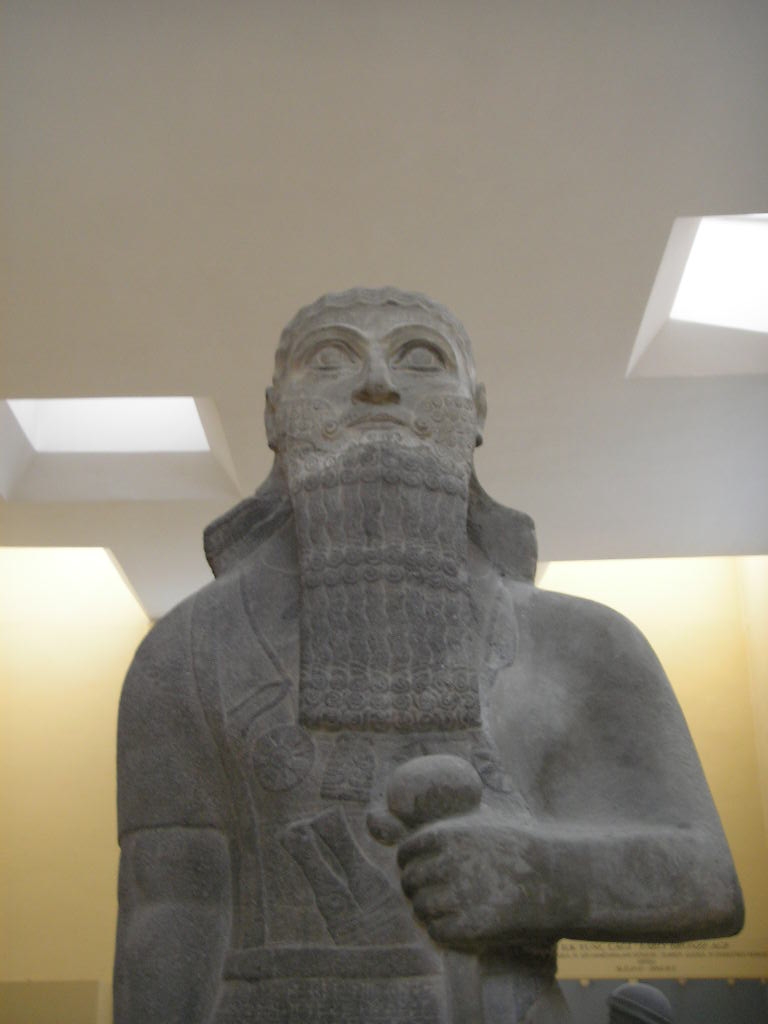
Статуя Салманасара ІІІ

Кампанія 853 року описується в «Аналах» Салманасара. Згідно з ними його війська узяли велике торгове місто Хальпу і вторглися на територію Хамату. Майже без опору вони захопили кілька міст. Цар Хамату який входив до Південносирійської коаліції звернувся по допомогу до союзників. Самі ассирійці нараховують в її складі 12 держав, але провідну роль відігравали Арам, Хамат та Ізраїль. Основою коаліції був Арам зі столицею в Дамаску. За ассирійськими джерелами дамаського царя звали Адад-Ідрі, а за Біблією Бен-Хадад. Аналіз тексту показує, що мова певно йде про одну й ту саму людину. Також відомо, що усі тодішні дамаські царі носили почесне ім'я Бен-Хадад — «син Адада», яке як титул використовували колись хуритські царі. Проблема повністю не розв'язана, але за традицією Адад-Ідрі ассирійських джерел ототожнюється з біблійним Бен-Хададом (Венададом), який вивів на зустріч ассирійцям 1200 колісниць, 1200 вершників та 20 тисяч піших воїнів. Великі армії привели також цар Хамату Ірухлені — 700 колісниць, 700 вершників та 10 тисяч піхоти та цар Ізраїлю Ахав — 2 тисячі колісниць та 10 тисяч піхоти. Також свої загони, що правда значно меншої чисельності, прислали дрібні фінікійські міста та окремі правителі. Прийшли на допомогу амманітяни та араби шейха Гіндібу, який прислав тисячу вершників на верблюдах. Серед інших загонів згадується тисяча мусрійців. З одного боку «Мусрі» ассирійці називали Єгипет, а з іншого боку таку само назву мало і князівство на північ від Ассирії. Тож чи то в битві брав участь експедиційний єгипетський корпус чи це був загін з якогось сирійського чи анатолійського князівства достеменно невідомо. Усього за асирійськими даними сили коаліції налічували 44900 піших воїнів, 3940 колісниць, 1900 кіннотників та тисячу вершників на верблюдах. Оскільки екіпаж бойової колісниці складався щонайменше з двох людей — колісничого та воїна, то загальна чисельність армії союзу становила не менше 56 тисяч вояків. Зазвичай історики оцінюють її в 60 тисяч воїнів. Чисельність ассирійського війська невідома, але вона має бути зіставною, а ймовірно і більшою. У 845 році до нашої ери Салманасар ІІІ для походу в Сирію зміг зібрати нечувано велике військо в 120 тисяч воїнів, тож вряд чи за 8 років до того він вивів у поле армію меншу за ворожу. Отже, у битві при Каркарі зійшлося понад 100 тисяч воїнів. Для порівняння сили єгиптян та хетів у знаменитій битві під Кадешем за чотириста років до того оцінюються приблизно в 20-30 тисяч з кожного боку. При будь-якій інтерпретації «Поеми Пентаура», в якій описується битва при Кадеші її явно округлені чисельності колісниць в сумі налічують не більше 3,5 тисяч, в той час під Каркаром лише ханаанці мали більшу точну чисельність колісниць. Тобто масштаб битви імперій епохи розквіту бронзового віку був вдвічі менший за важку, але регіональну війну кінця бронзи початку заліза.
Війська союзників зібралися під Каркарою в Хаматі. Там же сталася і найбільша битва ІХ століття. Чим вона закінчилася не відомо. Салманасар ІІІ описує події як свою перемогу і хвастається, що знищив 14 тисяч ворожих воїнів. Однак про результати битви ассирійський надпис говорить вельми непевно. Такі само й політичні наслідки битви — жодного з царів коаліції не було узято в полон, їх царства не було завойовано. Та й вчорашні союзники після битви поводять себе так ніби ассирійська небезпека відійшла у минуле. Судячи з усього битва закінчилася невдало для ассирійців — вони або програли, або ж усе завершилося кривавою нічиєю. Можливо 14 тисяч вбитих ворогів згадуються для того, щоб назвати хоч якийсь успіх.
Безпосереднім наслідком битви стало те, що на 4 роки ассирійці припинили будь-які вторгнення в Сирію, а нова велика війна розпочалася лише через 8. Ізраїль вийшов з коаліції і незабаром знову розпочав війну з Арамом. Вже наступного після битви року Ахав разом з союзним йому Йосафатом вирішили напасти на зайорданське місто Рамот-Гілеад, що належало араму. Це місто розташовувалося на важливому торговельному шляху з Дамаску до Аравії і значною мірою забезпечувало контроль над цією дорогою. В битві під стінами Рамот-Гілеада Ахава було смертельно поранено, а об'єднане ізраїльсько-юдейське військо відступило.
В довгостроковій перспективі битва при Каркарі не зіграла помітної ролі — Салманасар ІІІ зробив за своє довге царювання ще кілька походів в Сирію, в тому числі і згадуваний вище похід 845 року коли він зібрав величезне стодвадцятитисячне військо, однак хоч місцеві правителі врешті й визнали зверхність Ассирії і платили данину, але закріпитися в регіоні у ІХ столітті ассирійцям так і не вдалося.

## Інша битва
Близько 720 року до нашої ери під Каркарою ассирійці за правління Саргона ІІ розбили коаліцію, що складалася з царів Хамата, Арпада, Сімміри та Дамаску, але ця битва менш відома ніж та що сталася за 120 років до неї.

## Першоджерело
Нижче наводиться уривок з надпису ассирійським діалектом аккадської на великому моноліті з Карху (стародавнього Тушхана) на верхньому Тигрі. Переклад зроблено за Е. Schrader, Keilinschnftliche Bibliothek, I. H. Rawlinson, Cuneiform inscriptions of Western Asia, vol. Ill, 7—8.
|  | В епонімат Даян-Ашшура, місяці айяра 14-го дня, я виступив з Ніневії; переправився через Тигр і наблизився до поселення Гіамму біля річки Баліх. Вони злякалися жаху, мого володарства, гіркоти моєї лютої зброї і вбили своєю власною зброєю свого владику Гіамму. Я вступив у Кітлалу і Тіль-ша-марахі й у палаци його помістив моїх богів, у палацах його влаштував свято. Я відкрив сховище, віднайшов його скарби, захопив його багатство і привіз його в моє місто Ашшур. Я виступив з Кітлали, наблизився в Кар-Шульман-ашареду, на кораблях з міхів вдруге переправився я через Євфрат при повній воді. Я прийняв у Ашшур-утір-асбаті на тому березі Євфрату, що над річкою Сагурою і який хетти називають Пітру, данину сріблом, золотом, оловом, бронзою, бронзовими казанами віцарів, що по той бік Євфрату — від Сангара, кархемишця, Кундаспа, кумухця, Арама, бітагусійця, Лалла, мелідця, Хаяні, біт-габарця, Кальпаруди, хаттінійця, Кальпаруди, гургумця. Я виступив від Євфрату, наблизився до Алеппо, битви вони злякалися, обійняли мої ноги, я прийняв їх данину сріблом та золотом, приніс жертви Шамашу. Я виступив з Алеппо, наблизився до поселень Ірхулені, хаматця, підкорив Аденну, Баргу (і) Аргану, його царське місто. Його здобич, його майно, багатство палаців його я уніс, палаци його підпалив. Я виступив з Аргани, наблизився до Каркари. Каркару, його царське місто я зруйнував, зніс, спалив вогнем. 1200 колісниць, 1200 кінотників, 20000 воїнів Ада-Ідрі дамаського, 700 колісниць, 700 кінотників, 10000 воїнів Ірхулені хаматського, 2000 колісниць, 10000 воїнів Ахаббу ізраїльського, 500 воїнів (царя) куеського, 1000 воїнів (царя) єгипетського, 10 колісниць, 1000 воїнів (царя) ірканатського, 200 воїнів Маттіну-баала арвадського, 200 воїнів (царя) усанатського, 30 колісниць, 1000 воїнів Адуні-ба'ала шианського, 1000 верблюдів Гіндібу, араба,... 1000 воїнів Ба'си, сина Рухуба, аммонітянина, — цих 12 царів він узяв союзниками і вони виступили проти мене на війну і на битву. За допомогою високої сили, даної Ашшуром, та могутньої зброї, подарованої Нергалом, моїм владикам, я з ними бився, завдав їм поразки від Каркари до Гільзау, вбив зброєю 14000 їх бійців, пролив над ними свою зливу, подібно Ададу, розкидав (?) їх трупи, численним воїнством їх наповнив пустелю, зброєю пролив їх кров... Перш ніж повернутися я досяг Оронта, в цій битві я відібрав у них колісниці, вершників, упряжних коней. |